# Phénomène d'Arthus
Le phénomène d'Arthus est une réaction inflammatoire locale cutanée produite dans des conditions d'excès d'antigènes. Elle constitue une vascularite aiguë expérimentale d'hypersensibilité de type III. Elle fut découverte par l'immunologiste et physiologiste  français Nicolas Maurice Arthus en 1903.   

## Historique
En 1903, Nicolas Maurice Arthus démontre le phénomène d'Arthus, appelé également "Réaction d'Arthus" qu'il a découvert lorsqu’il était professeur à l'École de Médecine de Marseille (aujourd'hui Université de la Méditerranée Aix-Marseille II). Arthus a injecté à plusieurs reprises du sérum de cheval en injection sous-cutanée dans le lapin. Après quatre injections, il a trouvé qu'il y avait un œdème et que le sérum a été absorbé lentement. Des injections complémentaires ont finalement conduit à la gangrène.

## Description
Le phénomène d'Arthus est une défaillance du système immunitaire de l'organisme humain. Il est une réaction locale d'hypersensibilité. C'est une réaction du complexe immun (ou complexe antigène-anticorps) qui résulte de la combinaison d'un épitope immunogène avec un anticorps dirigé spécifiquement contre cet épitope. Cette réaction est la première étape de l'immunité humorale. Apparaissent des vascularites, maladies impliquant l'inflammation des parois des vaisseaux sanguins. Le phénomène d'Arthus concerne essentiellement les vaisseaux sanguins, les membranes séreuses (thorax, abdomen, plèvre), le péricarde et la membrane synoviale.